# Patrik Ipavec
Patrik Ipavec, slovenski nogometaš, * 13. junij 1977, Piran.
Ipavec je celotno kariero igral v slovenski ligi za klube Koper, Primorje, Olimpija, Gorica, Mura, Livar in Portorož Piran. Skupno je v prvi slovenski ligi odigral 236 prvenstvenih tekem in dosegel 60 golov. Igral je še v grški in avstrijski ligi.
Za slovensko reprezentanco je leta 1998 odigral dve uradni tekmi.